# Mufli Alçaji
Mufli Alçaji (Muflih al-Saji) foi um comandante muçulmano e governador do Azerbaijão de ca. 929 até ca. 935.

## História
Como seu nisba indica, ele foi um escravo militar do governante sájida do Azerbaijão, Iúçufe ibne Abi Alçaje. Após Iúçufe morrer em 928, foi sucedido brevemente como governante por seu sobrinho Abu Almuçafir Alfaite, e então por Uacife de Xirvão em 929 como governador do Azerbaijão do Califado Abássida. Ele, por sua vez, foi seguido, provavelmente no mesmo ano, por Mufli. Mufli é mencionado pela primeira vez por ibne Alatir em ofício em 931, e manteve o posto ao menos até 935, quando as últimas moedas emitidas em seu nome aparecem. Depois dele a província foi tomada pelo carijita Daição ibne Ibraim, o Curdo, provavelmente um antigo oficial de Iúçufe ibne Abi Alçaje, em 937/938.

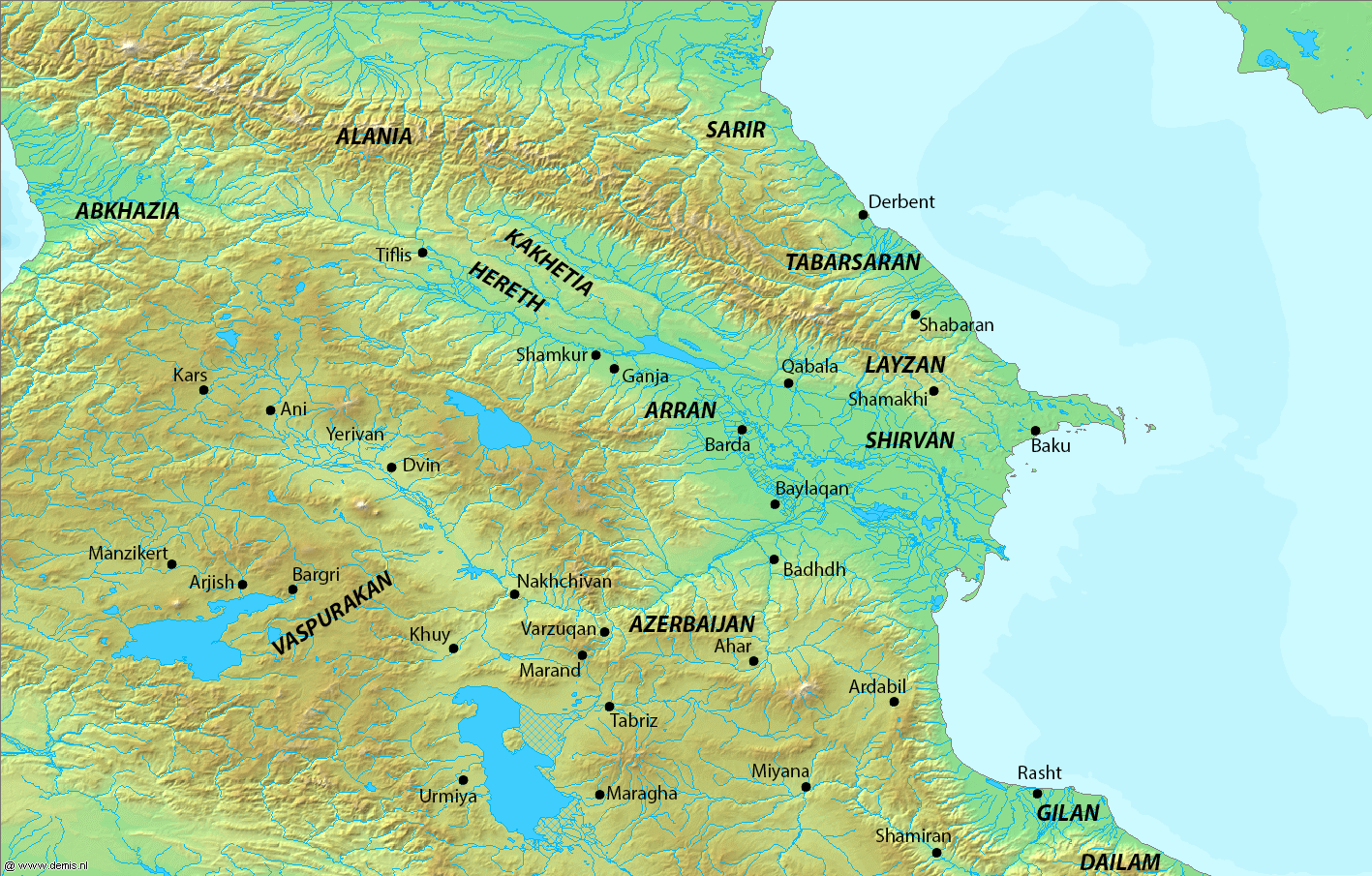
Mapa do Azerbaijão e Cáucaso

Em 929, Mufli derrotou o doméstico das escolas bizantino, João Curcuas, em batalha. O vitorioso Mufli então perseguiu os bizantinos dentro do próprio território deles. Em 931, os bizantinos estiveram ativos no sul da Armênia, ajudando o rei da Vaspuracânia, Cacício I, que havia reunido os príncipes armênios e aliou-se com os bizantinos contra os emirados muçulmanos locais; as forças cristãs invadiram o Emirado Cáicida e destruíram Aquelate e Bercri, antes de marcharam para a Mesopotâmia Superior e capturarem Samósata.
Ao saber disso, Mufli reuniu um "grande exército" e invadiu a Armênia, derrotando Cacício e seus aliados bizantinos em uma batalha que segundo ibne Alatir custou 100 mil vidas armênias. Quando Daição tomou controle do Azerbaijão, Mufli fugiu para Xirvão e procurou refúgio com o governante autônomo local, Abu Tair Iázide, mas o último entregou-o para Daição para evitar problemas.